# Мартин Хашек
Мартин Хашек (11. октобар 1969, Пардубице) је бивши фудбалски везиста и репрезентативац Чешке, а потом и фудбалски тренер. На клупском нивоу играо је ван Чешке у Аустрији и Русији. Од априла 2017.  до октобра 2019. био је главни тренер А тима Боемија Праха 1905. Од априла до јуна 2023. тренирао је ФК Збројовка Брно.
Његов брат је познати хокејаш Доминик Хашек.

## Клупска каријера
Професионалну каријеру започео је у Пардубицама, затим је играо за Чеб и Слован Либерец. У лето 1997. купио га је клуб Спарта, где је провео неколико успешних сезона. У јесен 2001. прелази у Аустрију, одакле одлази у Динамо после две године под вођством тренера Јарослава Хребика. У Динаму је радио само годину дана, а после осам година вратио се у Либерец. У лето 2005. поново је потписао професионални уговор са Спартом, окончавши активну фудбалску каријеру 2007. са Прибрамом .

## Репрезентативна каријера
За репрезентацију Чешке дебитовао је 11. децембра 1996. против Нигерије (победа 2-1). Од 1996. до 2001. одиграо је укупно 14 мечева у А-тиму Чешке, али није постигао гол.

## Тренерска каријера
У сезони Гамбринус лиге 2011/2012 постао је главни тренер Спарте, где је прешао са своје претходне позиције као асистент у овом клубу. Овим реструктурирањем, Спарта је прешла на енглески модел управљања клубом. После вишегодишњих неуспеха у европским куповима (посебно неучешћа у главном такмичењу Лиге шампиона), Јозеф Чованец је отпуштен 5. децембра 2011, заједно са скоро целим руководећим тимом, а заменио га је Јарослав Хребик, који га је задржао на месту главног тренера. Касније је тренирао резервни тим Спарте.
23. јуна 2014. постао је селектор друголигаша ФК Пардубице, закључно са 9. децембром 2014 . Од 1. јануара 2016. године је главни тренер ФК Графин Влашим. Од 5. априла 2017. до октобра 2019. био је главни тренер ФК Боемија. У априлу 2023. постао је главни тренер ФК Збројовка Брно.